# SDS Sessions V.1
SDS Sessions V.1 è il primo EP del gruppo musicale statunitense Julien-K, pubblicato il 16 dicembre 2011 dalla Tiefdruck-Musik.

## Descrizione
Contiene quattro brani provenienti da una sessione registrata in Germania il 9 agosto 2011. Inizialmente le prime copie fisiche del disco (pubblicate in vinile) e quelle digitali furono pubblicate in esclusiva ai membri del fan club del gruppo, il Systeme de Street, per poi essere stato pubblicato internazionalmente verso la metà di dicembre dello stesso anno.

Ryan Shuck al riguardo disse:

## Tracce
1. Someday Soon (Live Remix Version) – 3:13 (Amir Derakh, Ryan Shuck)
2. Maestro (Live Remix Version) – 5:05 (Amir Derakh, Ryan Shuck, Anthony Valcic)
3. Fail with Grace (JK Live Version) – 5:27 (Sam Evans, Ryan Shuck)
4. Dregs of the World (JK Live Version) – 4:49 (Ryan Shuck, Amir Derakh, Anthony Valcic, Brandon Belski, Elias Rodriguez)

## Formazione
Gruppo
- Ryan Shuck – voce, chitarra
- Amir Derakh – chitarra
- Anthony "Fu" Valcic – tastiera, basso, computer shenanigans
- Elias "Bones" Rodriguez – batteria, programmazione aggiuntiva (traccia 2)

Altri musicisti
- Headcleanr – programmazione aggiuntiva (traccia 1)
- Koma – programmazione aggiuntiva (traccia 2)
- Vandal – programmazione aggiuntiva (traccia 3)

Produzione
- Julien-K – produzione, registrazione
- Thomas Maringer, Johann Scheerer, Linda Gerdes – assistenza tecnica
- Matt Thorne, Amir Derakh – missaggio
- Olman Viper – mastering